# Warrant (banda)
Warrant é uma banda estado-unidense de glam metal formada em 1984 em Hollywood, Califórnia. A banda alcançou sucesso no final dos anos 1980 e começo dos anos 1990, com vários álbuns multi-platinados.

## História

### Primeiros anos
Em julho de 1984 o Warrant, foi formado pelo guitarrista Erik Turner. Depois de ganhar notoriedade nos bares de Los Angeles, a banda gravou sua primeiro demo em 1987 pelo Paisley Park Records, a gravadora do músico Prince.

### Primeiros sucessos
Em 1989 a banda lança o álbum Dirty Rotten Filthy Stinking Rich, que contém singles como "Heaven" (#2), "Down Boys" (#27) e "Sometimes she Cries" (#20). Após o lançamento do álbum, o Warrant entrou em turnê com Paul Stanley, Queensrÿche, Cinderella, Poison, Mötley Crüe e Kingdom Come. O álbum Dirty Rotten Filthy Stinking Rich alcançou #10 na Billboard 200. O segundo álbum "Cherry Pie" foi lançado em setembro de 1990. O álbum contém os hits "Cherry Pie", "Uncle Tom's Cabin" e a balada "I Saw Red". O álbum vendeu mais de 3 milhões de cópias. Após o lançamento, a banda entrou en turnê com o Poison. Após isso, em 1992, é lançado "Dog Eat Dog", que não chama tanta atenção como os seus antecessores. O álbum vendeu em torno de 500,000 cópias. Com a expansão do Grunge, a banda foi declinando, e a banda ainda lança Ultraphobic em 1995, que não recebeu atenção e Belly to Belly, que também não recebeu atenção. A banda termina, e só é reestruturada em 1999.
Em 2006 a banda tem a música "Cherry Pie" no jogo Guitar Hero 2, da Activision.

### Morte de Jani Lane
De acordo com o site TMZ, Jani Lane, famoso por cantar na banda glam Warrant nos anos 80, foi encontrado morto em um hotel de Los Angeles. Ele tinha 47 anos.
O corpo de Lane foi descoberto no hotel Comfort Inn, em Woodland Hills, California. Lane morreu por causa de uma intoxicação alcoólica.

## Integrantes

### Formação atual
- Robert Mason - vocal e violão (2008-presente)
- Erik Turner - guitarra, vocal de apoio (1984-presente)
- Joey Allen - guitarra, vocal de apoio (1987-1994, 2004-presente)

- Jerry Dixon - baixo, vocal de apoio (1984-presente)

- Steven Sweet - bateria, vocal de apoio (1986-1994, 2004-presente)
- Jani Laine - Vocal e Violão (1984-2008)

## Discografia

### Álbuns de estúdio
| 1988                                               | Dirty Rotten Filthy Stinking Rich - Lançado: 1988 - Gravadora: Columbia Records | —  | 20 | 10 | —  | —  | - CAN: Platina - E.U.A.: 2x Platina |
| 1990                                               | Cherry Pie - Lançado: 11 de Setembro de 1990 - Gravadora: Columbia Records      | 13 | 34 | 7  | —  | 26 | - CAN: Platina - E.U.A.: 2x Platina |
| 1992                                               | Dog Eat Dog - Lançado: 25 de Agosto de 1992 - Gravadora: Columbia Records       | —  | —  | 25 | 74 | 26 | - E.U.A.: Ouro                      |
| 1995                                               | Ultraphobic - Lançado: 7 de Março de 1995 - Gravadora: CMC International        | —  | —  | —  | —  | 98 |                                     |
| 1996                                               | Belly to Belly - Lançado: 1 de Outubro de 1996 - Gravadora: CMC International   | —  | —  | —  | —  | —  |                                     |
| 1999                                               | Greatest & Latest - Lançado: 1999 - Gravadora: Dead Line Music                  | —  | —  | —  | —  | —  |                                     |
| 2001                                               | Under the Influence - Lançado: 12 de Junho de 2001 - Gravadora: Perris Records  | —  | —  | —  | —  | —  |                                     |
| 2006                                               | Born Again - Lançado: 2006 - Gravadora: Cleopatra/Deadline Music                | —  | —  | —  | —  | —  |                                     |
| 2011                                               | Rockaholic - Lançado: 17 de Maio de 2011 - Gravadora: Frontiers Records         | —  | —  | —  | —  | —  |                                     |
| "—" denota um lançamento que não entrou na parada. |                                                                                 |    |    |    |    |    |                                     |

### Álbuns ao vivo
- Warrant Live 86-97 (1997, CMC)

### Coletâneas
- The Best of Warrant (1996, Columbia)
- Then and Now Warrant (2004)

### Singles
| Ano  | Canção                | EUA Hot 100 | EUA Mainstream Rock | Álbum                             |
| ---- | --------------------- | ----------- | ------------------- | --------------------------------- |
| 1989 | "Down Boys"           | 27          | 13                  | Dirty Rotten Filthy Stinking Rich |
| 1989 | "Heaven"              | 2           | 3                   | Dirty Rotten Filthy Stinking Rich |
| 1990 | "Sometimes She Cries" | 20          | 11                  | Dirty Rotten Filthy Stinking Rich |
| 1990 | "Big Talk"            | 93          | 30                  | Dirty Rotten Filthy Stinking Rich |
| 1990 | "Cherry Pie"          | 10          | 19                  | Cherry Pie                        |
| 1991 | "I Saw Red"           | 10          | 14                  | Cherry Pie                        |
| 1991 | "Uncle Tom's Cabin    | 78          | -                   | Cherry Pie                        |
| 1991 | "Blind Faith"         | 88          | 39                  | Cherry Pie                        |
| 1992 | "We Will Rock You"    | 83          | -                   | Single sem álbum                  |
| 1992 | "Machine Gun"         | -           | 36                  | Dog Eat Dog                       |
| 1992 | "The Bitter Pill"     | -           | -                   | Dog Eat Dog                       |
| 1995 | "Family Picnic"       | -           | -                   | Ultraphobic                       |
| 1995 | "Stronger Now"        | -           | -                   | Ultraphobic                       |
| 1996 | "AYM"                 | -           | -                   | Belly to Belly                    |
| 1996 | "Feels Good"          | -           | -                   | Belly to Belly                    |
| 1996 | "Indian Giver"        | -           | -                   | Belly to Belly                    |